# Tomasz Borowski
Tomasz Borowski (Grójec, 15 de abril de 1970) es un deportista polaco que compitió en boxeo.
Ganó una medalla de plata en el Campeonato Mundial de Boxeo Aficionado de 1995, en el peso medio. Participó en los Juegos Olímpicos de Atlanta 1996, ocupando el quinto lugar en el mismo peso.

## Palmarés internacional
| Campeonato Mundial | Campeonato Mundial | Campeonato Mundial | Campeonato Mundial |
| Año                | Lugar              | Medalla            | Categoría          |
| ------------------ | ------------------ | ------------------ | ------------------ |
| 1995               | Berlín (Alemania)  | Medalla de plata   | 75 kg              |